# سيدني براون (موسيقي)
سيدني براون (بالإنجليزية: Sidney Brown)‏ هو موسيقي أمريكي، ولد في 1906 في كروتش بوينت في الولايات المتحدة، وتوفي في 6 أغسطس 1981.